# Canada (Nuova Francia)
Il Canada era uno dei territori della Nuova Francia, la colonia francese del Nordamerica in età moderna. Comprendeva grossomodo l'attuale Québec e il cosiddetto pays d'en Haut, cioè la regione dei Grandi Laghi. Gli altri territori, come la Louisiana e l'Acadia avevano un'amministrazione propria. Canada francese e Nuova Francia non erano sinonimi, poiché quest'ultima includeva un territorio assai più vasto, che andava dall'Isola del Capo Bretone fino al Golfo del Messico.

## Popolamento
Nel 1534 l'esploratore francese Jacques Cartier piantò una croce nella Penisola Gaspé e un paio di anni dopo ne piantò un'altra nelle vicinanze di Québec. I viaggi di Cartier non suscitarono molto interesse in Francia, tuttavia aveva dato dei diritti al regno francese. Proprio Cartier diede il nome "Canada" a questo territorio, sentendo dagli Irochesi del San Lorenzo la parola kana:ta che significa "villaggio" (erroneamente pensava che questa parola designasse tutto il territorio e chiamando anche il fiume San Lorenzo Rivière du Canada). Dopo la fondazione di Québec (1608) iniziò la colonizzazione del Canada, tuttavia il popolamento fu molto più lento rispetto alle dirimpettaie colonie inglesi e olandesi. Nonostante la Francia avesse, nel Seicento quasi quattro volte la popolazione della piccola Inghilterra, faticava a far popolare il Canada. D'altronde l'immagine del Canada, ma anche degli altri territori della Nuova Francia, era negativa, visto come un paese dal clima severo, esposto all'ostilità dei selvaggi (era sostanzialmente il "paese di Caino"). Malgrado la carenza di terra, i contadini francesi preferivano restare nel loro paese natale.
Dal 1627 al 1663 la popolazione del Canada passò da meno di cento abitanti a oltre duemila. In questo lasso di tempo più di mille francesi decisero di stabilirsi in Canada. Inoltre il saldo naturale era fortemente positivo. La stragrande maggioranza dei migranti proveniva dalla Bretagna, dalla Normandia, dall'Aunis, dal Perche, dall'Angiò, dal Maine, dalla Turenna, dal Poitou, dal Saintonge e dall'Île-de-France. All'opposto le province meridionali e orientali fornirono pochissimi migranti. Inoltre arrivarono anche piccolissimi contingenti di belgi, tedeschi, svizzeri, italiani e irlandesi. Benché la popolazione francese in età moderna era prevalentemente rurale, i migranti in Canada era di estrazione cittadina.
Dopo il 1663 il Canada conobbe una nuova fase di sviluppo, poiché arrivarono nuovi migranti. Nel 1665 arrivò a Québec un intero reggimento di milleduecento soldati, il reggimento Carignan-Salières, più altri duecento soldati provenienti da Martinica. L'arrivo di millequattrocento soldati era motivato dalla volontà di combattere gli Irochesi che minavano l'esistenza della colonia. Comandante delle truppe in Canada fu Alexandre de Prouville. Gli irochesi furono sconfitti nel 1666 e l'anno successivo fu firmato il trattato di pace e la maggior parte dei soldati tornò in patria. Circa quattrocento soldati restarono in Canada, poiché Luigi XIV promise un feudo a coloro che avessero accettato di stabilirsi come coloni. Nel frattempo il re, al fine di popolare la colonia all'epoca composta soprattutto da maschi celibi, inviò oltreoceano 
alcune centinaia di ragazze nubili, dette poi anche Filles du roy, alle quali veniva data una dote per potersi sposare. Così la popolazione francocanadese raddoppiò dal 1663 al 1672.
Dopo la partenza del reggimento Carignan-Salières, il re non mandò più soldati in Canada (cioè le troupes de terre). Da allora in poi vennero inviate le Troupes de Marine, che avevano semplicemente il compito di proteggere le navi mercantili. Dopo il 1680 le Troupes de la marine divennero a tutti gli effetti delle milizie coloniali chiamate anche "Compagnie franche de la Marine". Le Compagnie si stabilirono a Québec, Montréal, Trois-Rivières e in tutti i forti della Nuova Francia.
Nel 1689 Luigi XIV autorizzò l'importazione di schiavi africani anche in Canada. Sebbene avesse avuto l'approvazione del re, il Canada non ebbe un numero considerevole di schiavi africani, tanto che nessuna nave negriera sbarcò a Québec. I pochi schiavi neri che arrivarono nella colonia erano soprattutto frutto di bottini di guerra. Gli schiavi nel Canada francese erano composti per due terzi da amerindiani, mentre per un terzo da africani. Diversamente dalle colonie tropicali, gli schiavi si trovavano nei centri urbani ed erano impiegati come domestici ed erano al servizio dei mercanti o dei grandi funzionari della colonia. Si ha notizia di solo trentanove matrimoni tra francesi e schiavi amerindiani (trentuno casi) e schiavi africani (otto casi).
Dopo la morte di Luigi XIV di Francia, ancora nel tentativo di popolare la colonia, sotto l'egida del conte di Maurepas vennero deportati qualche centinaio di piccoli criminali, oltre ad alcuni nobili rinnegati dalla famiglia.
Dopo il loro arrivo in Canada, i francesi intrapresero una politica d'integrazione con i nativi: vennero anche favoriti i matrimoni misti, ma questa politica fu un insuccesso. Tuttavia alcuni europei (non solo francesi, ma anche inglesi, scozzesi e irlandesi), che fossero coureurs des bois, figli illegittimi o anche prigionieri di guerra, risiedevano nei villaggi indiani e, dalle unioni con i nativi, nacquero figli métis che presero i costumi e la lingua degli indiani. 
Nel Settecento gli abitanti della colonia non erano ancora considerati "Canadesi, ma "Francesi del Canada", "Creoli", "Habitants" o 'Sudditi del re". Il termine "canadese" iniziò a comparire già alla fine del Seicento, tuttavia veniva usato raramente.

## Amministrazione
Fino al 1663 il Canada era governato da compagnie commerciali, dopodiché da quell'anno divenne colonia reale. Da quell'anno la Nuova Francia fu governata come una provincia francese. Venne formato il consiglio sovrano, formato dal governatore generale, l'intendente, entrambi di nomina reale, il primo si occupava di questioni militari, mentre i secondo di questioni civili, dal vescovo di Québec e da consiglieri. Il consiglio sovrano era un organo legislativo e giudiziario. Il governatore della Nuova Francia era, allo stesso tempo, governatore del Canada. Le altre province, la Louisiana, l'Acadia, Terranova e Louisbourg, avevano un governatore proprio.

## Lingua francese del Canada
Tenuto conto della frammentazione linguistica nella Francia di Antico Regime, si suppone che i migranti francesi parlassero, al loro arrivo in Canada, il loro Patois di origine o, molto più probabilmente, il francese regionale poiché la maggior parte di loro era di origine cittadina. La lingua francese, o meglio il «français du Roy», divenne ben presto dominante in Canada e, sebbene le autorità non perseguissero alcuna politica linguistica, cementò la comunità.
La lingua francese parlata in Canada nel Sei-Settecento non era molto differente da quella parlata nella madrepatria. I nobili e i funzionari parlavano la stessa varietà di francese nelle due sponde dell'Oceano Atlantico. La parlata delle classi popolari era caratterizzata da un accento influenzato dai francesi regionali del nord-ovest. Diverse testimonianze, tra cui Pehr Kalm, Louis-Antoine de Bougainville, Pierre François-Xavier de Charlevoix e Jean-Baptiste d'Aleyrac, ne elogiarono la purezza, paragonandolo a quello della corte.

## Istruzione
All'epoca della colonizzazione francese era nelle mani delle autorità religiose e, come in Francia, doveva essere al servizio della religione. Obiettivo fondamentale della Chiesa cattolica era la cristianizzazione della popolazione. Lo stato trovava il suo tornaconto, poiché l'istruzione spingeva il rispetto verso le autorità civili.
Nell'autunno del 1635 venne fondata a Québec la prima scuola primaria in Nordamerica dai Gesuiti. Nei decenni successivi furono fondate decine di scuole primarie in Canada. La maggior parte di queste scuole erano piccoli locali attigui al presbiterio della parrocchia, mentre erano rari gli edifici in pietra adibiti al solo insegnamento. Sebbene queste scuole fosse gratuite e aperte a tutti, vennero poco frequentate. In Canada era proibito che i maschi insegnassero alle bambine e, viceversa, le femmine ai bambini. I bambini e le bambine non frequentavano mai assieme le lezioni. O manuali, redatti in lingua francese, provenivano dalla Francia. Si insegnava la religione cattolica, a leggere, un po' a scrivere e alcuni elementi di aritmetica.
Sebbene la scuola primaria restava la fase terminale dei loro studi per la maggior parte dei ragazzi, i figli dei borghesi e degli aristocratici proseguivano gli studi. Gli unici istituti secondari erano il Collegio dei Gesuiti di Québec, il seminario di Québec e la scuola di arti e mestieri.